# Chef a domicilio
Chef a domicilio era un programma televisivo in onda su Real Time nel 2009 condotto da Alessandro Borghese.
Il programma andava in onda dal lunedì al venerdì a partire dalle 11.10.
Il programma non ha riscosso molto successo, tant'è che venne prodotta e mandata in onda soltanto la prima stagione.

## Format
La trasmissione era incentrata sul conduttore che girava tra i vari supermercati alla ricerca del caso del giorno, ovvero una persona comune che si trovava nel supermercato per acquistare tutto l'occorrente per preparare una cena speciale. Lo chef fermava la persona e gli chiedeva se poteva essergli d'aiuto. Se la persona accettava l'aiuto di Borghese, i due continuavano la spesa e poi preparavano da mangiare per gli ospiti. Durante la messa in opera di prelibatezze si svolgeva una chiacchierata tra i due per capire quanto era importante il pranzo o la cena che si stava allestendo. Borghese aiutava la persona per qualsiasi tipo di occasione: una proposta di matrimonio o della presentazione alle amiche del proprio fidanzato, che sia una cena di lavoro o un modo per far mangiare le verdure ai bambini.